# Akiodoris lutescens
Akiodoris lutescens is een slakkensoort uit de familie van de Akiodorididae. De wetenschappelijke naam van de soort is voor het eerst geldig gepubliceerd in 1879 door Bergh.